# Niall Rafferty
Matthew Brownlow (alias: Niall Rafferty) es un personaje ficticio de la serie de televisión británica Hollyoaks, interpretado por el actor Barry Sloane desde el 3 de diciembre de 2007, hasta el 27 de noviembre de 2008.
Es el hijo mayor de Michael Brownlow y Myra McQueen, quien lo tuvo apenas a los 14 años y lo abandonó en una iglesia el día en que nació. Desde entonces, Niall ha pasado el resto de su infancia cuidando del hogar.
Entre sus víctimas se encuentran Tina McQueen, que murió de un trauma contundente debido a la explosión causada por Niall; Kieron Hobbs, que murió después de que Niall envenenara su bebida; y Max Cunningham, que murió luego de que Niall lo atropellara el día de su boda.